# PEC in het seizoen 1945/46
Het seizoen 1945/1946 was het 35e jaar in het bestaan van de Zwolse voetbalclub PEC. De club kwam uit in de Eerste klasse Oost en eindigde op een 11e plaats, dit hield in dat de club degradatiewedstrijden moest spelen. De degradatiecompetitie werd op de derde plaats afgesloten waardoor het degradeerde naar de Tweede klasse Oost.

## Wedstrijdstatistieken

### Eerste klasse Oost
|                                                        | Go Ahead                                                                 | 6 – 1 (3 – 0)    | PEC                                                         |
| 18 november 1945 Plaats: Deventer Vetkampstraat        | Bloemendal 14' A. Kolkman 16' Van de Marcke –', –' Jan Kolkman Van Beest | Wedstrijdverslag | Cornelis Mulder                                             |
|                                                        | PEC                                                                      | 1 – 4 (? – ?)    | AGOVV                                                       |
| 25 november 1945 Plaats: Zwolle Gemeentelijk Sportpark | Niet bekend –' (pen.)                                                    | Wedstrijdverslag | Loois Beumer GabriEls Ribbers                               |
|                                                        | NCV & AV Quick                                                           | 0 – 1 (0 – ?)    | PEC                                                         |
| 2 december 1945 Plaats: Nijmegen Sportpark Hazenkamp   |                                                                          |                  |                                                             |
|                                                        | Be Quick                                                                 | 11 – 1 (? – ?)   | PEC                                                         |
| 16 december 1945 Plaats: Zutphen Marsweg               |                                                                          |                  |                                                             |
|                                                        | PEC                                                                      | 3 – 1 (? – ?)    | WVV Wageningen                                              |
| 30 december 1945 Plaats: Zwolle Gemeentelijk Sportpark |                                                                          |                  |                                                             |
|                                                        | N.E.C.                                                                   | 4 – 1 (1 – 1)    | PEC                                                         |
| 13 januari 1946 Plaats: Nijmegen Goffertstadion        | Van Hemert 35' Krebbers –', –' Schroth 80'                               | Wedstrijdverslag | Cornelis Mulder                                             |
|                                                        | PEC                                                                      | 1 – 3 (1 – 0)    | Sportclub Enschede                                          |
| 3 februari 1946 Plaats: Zwolle Gemeentelijk Sportpark  | Cornelis Mulder                                                          | Wedstrijdverslag | 60' Niet bekend Wiegerink                                   |
|                                                        | PEC                                                                      | 3 – 4 (? – ?)    | Tubantia                                                    |
| 17 februari 1946 Plaats: Zwolle Gemeentelijk Sportpark |                                                                          |                  |                                                             |
|                                                        | PEC                                                                      | 1 – 4 (1 – 3)    | Go Ahead                                                    |
| 17 maart 1946 Plaats: Zwolle Gemeentelijk Sportpark    | Gé Maalstee 14'                                                          | Wedstrijdverslag | 21' A. Kolkman 22', 76' Kees Kerkdijk Neuteboom             |
|                                                        | AGOVV                                                                    | 2 – 0 (2 – 0)    | PEC                                                         |
| 24 maart 1946 Plaats: Apeldoorn Berg & Bos             | Klouwenberg Bart Zoetbrood                                               |                  |                                                             |
|                                                        | PEC                                                                      | 1 – 3 (1 – 1)    | NCV & AV Quick                                              |
| 31 maart 1946 Plaats: Zwolle Gemeentelijk Sportpark    | Gé Maalstee                                                              | Wedstrijdverslag | Binnendijk –', –' Van Geel                                  |
|                                                        | Enschedese Boys                                                          | 1 – 5 (0 – 0)    | PEC                                                         |
| 7 april 1946 Plaats: Enschede Volkspark                | Selderhuis Sr. 65'                                                       | Wedstrijdverslag | 62' Doorneweerd Kuijer 75', 89' Piet van Heerde Gé Maalstee |
|                                                        | PEC                                                                      | 1 – 2 (0 – 0)    | Be Quick                                                    |
| 14 april 1946 Plaats: Zwolle Gemeentelijk Sportpark    | Dries Jans 50'                                                           | Wedstrijdverslag | –', –' G. Doornberg                                         |
|                                                        | WVV Wageningen                                                           | 1 – 0 (0 – 0)    | PEC                                                         |
| 28 april 1946 Plaats: Wageningen De Wageningse Berg    | Niet bekend 84'                                                          | Wedstrijdverslag |                                                             |
|                                                        | PEC                                                                      | 1 – 1 (0 – 1)    | N.E.C.                                                      |
| 5 mei 1946 Plaats: Zwolle Gemeentelijk Sportpark       | Dries Jans                                                               | Wedstrijdverslag | 20' (pen.) Cuyten                                           |
|                                                        | Sportclub Enschede                                                       | 2 – 0 (? – 0)    | PEC                                                         |
| 19 mei 1946 Plaats: Enschede G.J. van Heekpark         |                                                                          |                  |                                                             |
|                                                        | PEC                                                                      | 2 – 2 (1 – 1)    | AVC Heracles                                                |
| 26 mei 1946 Plaats: Zwolle Gemeentelijk Sportpark      | Cornelis Mulder Dorus Schotman                                           | Wedstrijdverslag | 25' Krabshuis Pezie                                         |
|                                                        | AVC Heracles                                                             | 2 – 1 (? – ?)    | PEC                                                         |
| 30 mei 1946 Plaats: Almelo Bornsestraat                |                                                                          |                  |                                                             |
|                                                        | Tubantia                                                                 | 1 – 4 (? – ?)    | PEC                                                         |
| 2 juni 1946 Plaats: Hengelo 't Lansink                 |                                                                          |                  |                                                             |
|                                                        | PEC                                                                      | 3 – 5 (3 – 0)    | Enschedese Boys                                             |
| 10 juni 1946 Plaats: Zwolle Gemeentelijk Sportpark     | Kuijer 25' Cornelis Mulder –', –'                                        | Wedstrijdverslag | –', –', –' Albers Selderhuis Jr. Van Dijk                   |

### Promotie/degradatie
|                                                    | PEC                                | 1 – 5 (1 – 4)    | Rigtersbleek                                    |
| 23 juni 1946 Plaats: Zwolle Gemeentelijk Sportpark | Cornelis Mulder 42'                | Wedstrijdverslag | –', 15' Udink 20' Scholten 40', –' Geels        |
|                                                    | Labor                              | 0 – 4 (0 – 1)    | PEC                                             |
| 30 juni 1946 Plaats: Deventer Go Ahead-terrein     |                                    | Wedstrijdverslag | Tames Slecht Cornelis Mulder Kuijer Doorneweerd |
|                                                    | PEC                                | 1 – 0 (0 – 0)    | AVC Vitesse                                     |
| 7 juli 1946 Plaats: Zwolle Gemeentelijk Sportpark  | Cornelis Mulder 85'                | Wedstrijdverslag |                                                 |
|                                                    | AVC Vitesse                        | 3 – 0 (1 – 0)    | PEC                                             |
| 14 juli 1946 Plaats: Arnhem Monnikenhuize          | Jan Hummeling –', 90' Jef Dorpmans | Wedstrijdverslag |                                                 |
|                                                    | PEC                                | 2 – 1 (1 – 1)    | Labor                                           |
| 21 juli 1946 Plaats: Zwolle Gemeentelijk Sportpark | Cornelis Mulder Dries Jans         | Wedstrijdverslag | M. Maatman                                      |
|                                                    | Rigtersbleek                       | 1 – 1 (0 – 0)    | PEC                                             |
| 28 juli 1946 Plaats: Enschede G.J. van Heekstraat  | Geels                              | Wedstrijdverslag | 75' Cornelis Mulder                             |

## Statistieken PEC 1945/1946

### Eindstand PEC in de Nederlandse Eerste klasse Oost 1945 / 1946
| Stand | Gespeeld | Gewonnen | Gelijk | Verloren | Punten | Doelpunten voor | Doelpunten tegen |
| ----- | -------- | -------- | ------ | -------- | ------ | --------------- | ---------------- |
| 11e   | 20       | 4        | 2      | 14       | 10     | 31              | 59               |

### Topscorers
| #                    | Naam            | Goal |
| -------------------- | --------------- | ---- |
| 1.                   | Cornelis Mulder | 6    |
| 2.                   | Piet van Heerde | 2    |
| 2.                   | Dries Jans      | 2    |
| 2.                   | Kuijer          | 2    |
| 2.                   | Gé Maalstee     | 2    |
| 4.                   | Doorneweerd     | 1    |
| 4.                   | Dorus Schotman  | 1    |
| Onbekende doelpunten |                 |      |
| –                    | Onbekend        | 14   |
| Totaal               | Totaal          | 31   |

| #      | Naam            | Goal |
| ------ | --------------- | ---- |
| 1.     | Cornelis Mulder | 5    |
| 2.     | Doorneweerd     | 1    |
| 2.     | Dries Jans      | 1    |
| 2.     | Kuijer          | 1    |
| 2.     | Tames Slecht    | 1    |
| Totaal | Totaal          | 9    |

### Punten per speelronde
| Speelronde | 1 | 2 | 3 | 4 | 5 | 6 | 7 | 8 | 9 | 10 | 11 | 12 | 13 | 14 | 15 | 16 | 17 | 18 | 19 | 20 |
| ---------- | - | - | - | - | - | - | - | - | - | -- | -- | -- | -- | -- | -- | -- | -- | -- | -- | -- |
| Punten     | 0 | 0 | 2 | 0 | 2 | 0 | 0 | 0 | 0 | 0  | 0  | 2  | 0  | 0  | 1  | 0  | 1  | 0  | 2  | 0  |

### Punten na speelronde
| Speelronde | 1 | 2 | 3 | 4 | 5 | 6 | 7 | 8 | 9 | 10 | 11 | 12 | 13 | 14 | 15 | 16 | 17 | 18 | 19 | 20 |
| ---------- | - | - | - | - | - | - | - | - | - | -- | -- | -- | -- | -- | -- | -- | -- | -- | -- | -- |
| Punten     | 0 | 0 | 2 | 2 | 4 | 4 | 4 | 4 | 4 | 4  | 4  | 6  | 6  | 6  | 7  | 7  | 8  | 8  | 10 | 10 |

### Doelpunten per speelronde
| Speelronde | 1 | 2 | 3 | 4 | 5 | 6 | 7 | 8 | 9 | 10 | 11 | 12 | 13 | 14 | 15 | 16 | 17 | 18 | 19 | 20 | Totaal |
| ---------- | - | - | - | - | - | - | - | - | - | -- | -- | -- | -- | -- | -- | -- | -- | -- | -- | -- | ------ |
| Doelpunten | 1 | 1 | 1 | 1 | 3 | 1 | 1 | 3 | 1 | 0  | 1  | 5  | 1  | 0  | 1  | 0  | 2  | 1  | 4  | 3  | 31     |